# ريو كاواشيما
ريو كاواشيما (باليابانية: 川島亮؛ بالكانا: かわしま りょう) هو لاعب كرة قاعدة ياباني، ولد في 9 سبتمبر 1981 في إيناغه-كو في اليابان.

## روابط خارجية
- ريو كاواشيما على موقع الدوري الياباني لكرة القاعدة (الإنجليزية)